# IC 4432
IC 4432 — галактика типу S? (спіральна галактика) у сузір'ї Центавр.
Цей об'єкт міститься в оригінальній редакції індексного каталогу.